# Echiniscus calvus
Echiniscus calvus är en djurart som tillhör fylumet trögkrypare, och som beskrevs av Ernst Marcus 1931. Echiniscus calvus ingår i släktet Echiniscus och familjen Echiniscidae. Inga underarter finns listade i Catalogue of Life.